# Koppenbachi Vilmos
Bergzaberni vagy Koppenbachi Vilmos (Wilhelm von Koppenbach, Rajna-vidék-Pfalz, 1300 k. – Pécs,  1374. június 2., de november 12. előtt) német származású magyar főpap, uralkodói diplomata. 1361-től 1374-ben bekövetkezett haláláig a Magyar Királyságban Pécs püspökeként indítványozója és első kancellárja volt az I. Lajos magyar király és V. Orbán pápa által 1367-ben alapított első magyar egyetemnek.

## Élete
Családneve először egy 1294-es oklevélen szerepel nagybátyját, Johann von Coppenbachot említve, aki várvédelmi feladatot látott el. Vilmos inkább a papi hivatást választotta. Rövidesen Bergzabern plébánosa lett, amely eklézsia 1333 óta Zweibrückenhez tartozott. Neve egy 1353. május 13-án kelt pápai kérvényen olvasható, így vélhetőleg évek óta ott működött. Karrierje akkortól indult meredeken felfelé, ugyanis hitközsége a Speyeri egyházmegyéhez tartozott, amelyet Balduin trieri érsek és választófejedelem irányított. A zweibrückeni grófságot 1335-ben az 1346 és 1378 között cseh királyként és IV. Károly német-római császárként uralkodó Walram Luxemburg gróf birtokolta, Balduin érsek ajánlhatta be nála a tehetséges fiatal papot.
Vilmosnak Károly udvari káplánjaként szerepe lehetett a királytalálkozó megszervezésében és lebonyolításában, amely 1353 májusában Budán zajlott le. Ezen IV. Károly és Nagy Lajos magyar király a közöttük korábban volt feszültséget feloldva, szövetséget kötött. Vilmos minden bizonnyal 1357-ben a király anyjának, Erzsébetnek is szolgálatára volt, amikor az özvegy királyné Marburgba, Árpád-házi Szent Erzsébet sírjához zarándokolt. Sőt már húsz évvel korábban is találkozhattak, amikor Lajos első felesége Luxemburgi Károly morva őrgróf, cseh trónörököstől – a későbbi IV. Károly császártól – Valois Blankának született leánya, Margit a magyar király menyasszonya volt, akiért Lajos 1338-ban utazott Brünnbe. A pár 1345-ben kelt egybe. 1353-ban és 1357-ben maga az uralkodó kérte a pápától, hogy udvari káplánját nevezze ki a speyeri kanonoknak. Magyarföldre való áttelepülésének időpontja nem ismert, mivel a bergzaberni és a speyeri javadalmakhoz nem kellett ott is laknia. 1358. április 6-án Vilmos még csázmai prépostként szerepel egy iraton, majd még abban az évben a nevnai Treutel István egri préposttal hivatalt cseréltek. Október 21-én már egri prépostként, kápolnaispánként és titkos kancellárként két oklevelet is hitelesített. Röviddel Magyarországra érkezése után bizonyára aktívan bekapcsolódott a diplomáciai életbe. Lajos király tanácsosaként ő is aláírta 1358. február 18-án a Magyar Királyság Dalmácia feletti uralmát biztosító zárai béke dokumentumát.
Egy 1361. december 12-én kiadott oklevele szerint elutazott Avignonba, ahol 3400 aranyforintot ajánlott fel VI. Ince pápa, illetve a bíborosok kollégiuma számára hivatali megerősítéséért.
A Lajos király, valamint Károly német-római császár, cseh király, meg az osztrák hercegek közti, a 14. század derekán létrejött feszültség megoldásában fontos szerepe volt Vilmosnak, aki ekkor már Nagy Lajos követeként tárgyalt több alkalommal a császárral. A békét végül sikerült 1364. február 10-én Brünnben megkötniük. Ezután Károly mindent megtett, hogy az osztrák–magyar viszonyt elrontsa, mivel az a számára roppant előnytelen volt. E törekvése sikerrel is járt, amikor 1367-ben Lajos és a nagybátyja, III. Kázmér lengyel király a Tirolt bekebelezni szándékozó bajor hercegeket támogatta az osztrákokkal szemben. Vilmos püspök ügyessége folytán Lajos 1369 szeptemberében Pozsonyban hivatalosan is szövetséget kötött a bajor hercegekkel. Amikor Károly 1371 júliusában hadat indított Brandenburg megszerzésére, amelyre a bajor hercegeknek is fájt a foguk, a magyar király csapatokat küldött a megsegítésükre. Az 1370-es évek elejére így újra megromlott a viszony a császár és a magyar király között. A béke helyreállítása ismét – a császár bizalmát is élvező – Vilmos püspöknek sikerült, amint ezt XI. Gergely pápa 1371. szeptember 7-én kelt oklevele bizonyítja. A pápa megbízta Vilmos püspököt és a barátját, Galvano Bethini de Bononiát, a nemzetközi hírű jogtudóst, aki ekkor a pécsi középkori egyetem tanára volt, hogy tegyenek meg mindent a béke helyreállítására. A követek sikerrel is jártak: olyan házassági szerződést hoztak tető alá 1372-ben és 1373-ban, amely a császár és a magyar király közti viszonyt rendezte, és lehetővé tette, hogy a magyar király Mária nevű leányának kezével Károly másodszülött fia, Luxemburgi Zsigmond néhány év múlva elnyerje a magyar koronát. Gergely pápa igen jó véleménnyel volt Vilmosról, s az 1371. évi oklevél tanúsága szerint egy másik feladatot is rábízott: el kellett volna ui. érnie Lajosnál, hogy fegyveres segítséget nyújtson a Szentatyának Milánó urával, Barnabba Visconti herceg ellen, aki az Anyaszentegyházzal szemben sokat vétkezett, s katonai támadással fenyegette Rómát is. Gergely pápa szeptember 27-én kelt oklevelében is, a bajor hercegek ügyében Vilmos befolyását kérte uralkodójánál.
1374-ben bekövetkezett haláláig birtokolta a pécsi püspöki széket, június 2-án adta ki utolsó oklevelét.
1358-tól haláláig a királyi kápolnát és a „titkos kancelláriát” is vezette.1366. június 20-án a király az erdélyi szászok hét székének generalis vicariusáva emelte, német származását figyelembe véve. Ő szorgalmazta a nálunk idegennek ható kármeliták letelepítését Pécsett, amit XI. Gergely pápa 1372. szeptember 30-án hagyott jóvá, így a rend – Buda után másodikként az országban – rendházat és templomot építhetett, a püspök által nekik ajándékozott telken.
Vilmos széles látókörű, művelt főpap volt. Teológiai és jogi stúdiumait valamelyik európai, bizonyára a prágai egyetemen folytatta. Ott szerzett benyomásai késztethették arra, hogy pécsi püspökként egyetemet alapítson a pécsi püspökvár északkeleti végében. Ennek „magna aulá”-jában címerkövét korunkban meg is találták.
Örök nyugalomra a székesegyház északi oldalához épített Aranyos Mária-kápolnában helyezték.

## Emlékezete
- A pécsi székesegyházban lévő síremlékét a 20. században feltárták, ahol gyűrűjét is korábban megtalálták.
- A Pécsi Tudományegyetem címerképében az ő címere szerepel.